# Phasianus
Genre
Le genre Phasianus regroupe deux espèces d'oiseaux appartenant à la famille des Phasianidae.

## Liste des espèces
Selon la classification de référence du Congrès ornithologique international (version 2.8, 2011) :
- Phasianus colchicus Linnaeus, 1758 — Faisan de Colchide
- Phasianus versicolor Vieillot, 1825 — Faisan versicolore

Le Faisan doré (Chrysolophus pictus) était parfois inclus dans ce genre sous le nom de Phasianus pictus.